# Persicoptera compsopa
Persicoptera compsopa là một loài bướm đêm thuộc họ Pyralidae. Nó được tìm thấy ở Úc.

## Hình ảnh

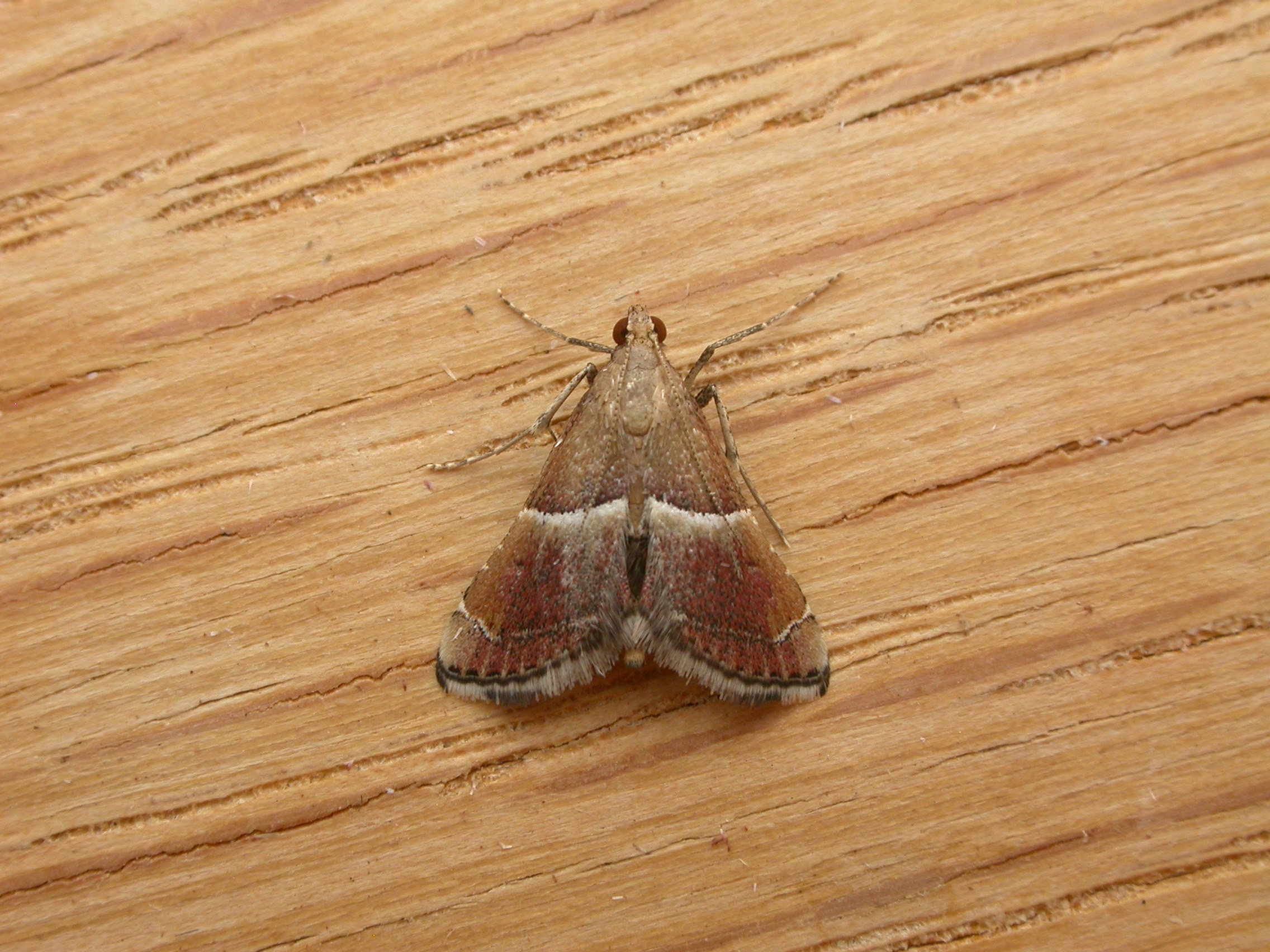